# Pereiraidium almeidai
Pereiraidium almeidai är en skalbaggsart som beskrevs av Guido Pereira 1946. Pereiraidium almeidai ingår i släktet Pereiraidium och familjen bladhorningar. Inga underarter finns listade i Catalogue of Life.